# Andreas Henrisoesanta
Andreas Suwiyata Henrisoesanta SCJ (ur. 7 czerwca 1935 w Wonosari, zm. 10 marca 2016 w Dżakarcie) – indonezyjski duchowny katolicki, biskup diecezjalny Tanjungkarang 1979-2012.

## Życiorys
Święcenia kapłańskie otrzymał 7 czerwca 1935.
20 sierpnia 1975 papież Paweł VI mianował go biskupem pomocniczym Tanjungkarang ze stolicą tytularną Ubaba. 11 lutego 1976 z rąk kardynała Justinusa Darmojuwono przyjął sakrę biskupią. 18 kwietnia 1979 objął obowiązki biskupa diecezjalnego w tej samej diecezji. 6 lipca 2012 ze względu na wiek złożył rezygnację z zajmowanej funkcji.
Zmarł 10 marca 2016.